# Łęg jesionowo-wiązowy
Łęg jesionowo-wiązowy Ficario-Ulmetum minoris (dawniej campestris) (Knap 1942 em. J.Mat. 1976) – zespół leśny, będący typowym przykładem niżowego lasu łęgowego, należącego do związku Alno-Ulmion.

## Występowanie
Zasięg występowania zespołu obejmuje większość obszaru Polski – obszary niżowe i wyżynne, jednak rzeczywisty areał jest bardzo niewielki (patrz Zagrożenia i ochrona) i nierównomierny.

## Charakterystyka
Łęg jesionowo-wiązowy jest wilgotnym lasem, związanym z bardzo żyznymi, wodnymi siedliskami, którego istnienie i struktura uwarunkowane są przede wszystkim stosunkami wodnymi i rodzajem podłoża. Tak jak wszystkie łęgi, charakteryzuje się wysokim bogactwem gatunkowym.
W naturalnych fitocenozach w złożonym, rozbudowanym strukturalnie drzewostanie dominuje wiąz pospolity i jesion wyniosły, a towarzyszą mu dąb szypułkowy, wiąz górski, grab, lipa drobnolistna, klon zwyczajny, klon polny i jabłoń. Warstwa krzewów jest silnie rozbudowana, dominuje czeremcha z domieszką bzu czarnego, trzmieliny pospolitej, derenia świdwy i porzeczki czerwonej.
Bogata i zróżnicowana warstwa runa wykazuje wyraźną zmienność sezonową. Specyficzny aspekt wczesnowiosenny to geofity, pokrywające ziemię kobiercem, gdzie największy udział ma ziarnopłon wiosenny, a także złoć żółta, zawilec żółty i gajowy.
W aspekcie letnim runo tworzą liczne byliny, typowe dla wilgotnych lasów liściastych, takie jak czyściec leśny, czartawa pospolita, niecierpek pospolity czy kostrzewa olbrzymia.
Występuje wyraźna zmienność siedliskowa, co skutkuje rozróżnieniem na dwa podzespoły:
- Ficario-Ulmetum typicum – typowy, występujący głównie w dolinach wielkich rzek niżowych. Główny czynnik ekologiczny stanowią okresowe zalewy, a glebą charakterystyczną jest drobnoziarnista mada rzeczna.

Wyróżnia się (słabo) udziałem klonu polnego Acer campestre.
- Ficario-Ulmetum chrysosplenietosum (lub asaretosum) – łęgi występujące poza dolinami, związane z wilgotnymi zagłębieniami, dolinami małych cieków, jeziorami, rynnami terenowymi, wąwozami. Charakter zdeterminowany jest przez ruch wody niebędący zalewem powierzchniowym; występują na czarnych ziemiach.

Wyróżnia się występowaniem kilku gatunków, pojawiających się często w innych zespołach łęgowych (szczególnie Fraxino-Alnetum).
Ze względu na dużą zmienność regionalną wyróżnia się dwie odmiany: wielkopolsko-małopolską (z wyróżniającym Ranunculus auricomus) i podlasko-mazurską (z wyróżniającymi: Ranunculus cassubicus, Poa remota i Isopyrum thalictroides
Spośród gatunków charakterystycznych dla łęgu najczęściej występują: Ulmus minor, Ficaria verna, Circaea lutetiana, Padus avium, Plagiomnium undulatum, Festuca gigantea. Za najbardziej charakterystyczne dla zespołu uznaje się Ulmus minor i Ficaria verna. Gatunkami wyróżniającymi w obrębie związku są też: Quercus robur, Rubus caesius, Dactylis polygama, Gagea lutea, Cornus sanguinea i Fissidens taxifolius.